# المتلازمة المتراكبة
المتلازمة المتراكبة هي أحد أمراض المناعة الذاتية التي تصيب النسيج الضام، وفيه يظهر على المريض أعراض مرضين أو أكثر.
تشمل أمثلة أنواع المتلازمة المتراكبة كلاً من داء النسيج الضام المختلط والتهاب العضلات المتصلب. يعتمد تشخيص هذه الأمراض على الأعراض التي تظهر على المريض والأجسام المضادة الإيجابية التي تظهر في أمصال المختبر.
يتم العثور على أعراض الأمراض التالية في المتلازمة المتراكبة (تم إدراج أكثرها شيوعًا):
- الذئبة الحمامية المجموعية (SLE).
- التصلب المجموعي.
- التهاب العضلات.
- التهاب العضلات والجلد.
- التهاب المفاصل الروماتويدي (RA).
- متلازمة شوغرن.
- متلازمة شيرغ ستروس.
- التهاب الدرقية الناجم عن المناعة الذاتية.
- متلازمة أضداد الفوسفوليبيد.[1]

يعتمد علاج المرض الروماتزمي المختلط أساسًا على استخدام أدوية الكورتيزون والتثبيط المناعي. وقد تم تقديم عقاقير حيوية، مثل أجسام مضادة anti-TNFα أو anti-CD20، على أنها علاج بديل في الحالات المنيعة. هناك بعض المخاوف من استخدام العوامل المضادة لنخر الوَرَم للمرضى الذين يعانون من المناعة الذاتية الجهازية لخطورة تفاقم المرض.

## كتابات أخرى
- The Myositis Association Overlap Syndrome 2011 Conference Presentation